# SoFaygo
Andre Dontrel Burt (ur. 3 października 2001 w Grand Rapids), znany zawodowo jako SoFaygo (wcześniej stylizowane na $oFaygo) – amerykański raper, piosenkarz i autor tekstów. Zdobył sławę dzięki swojemu singlowi „Knock Knock” z 2019 roku, wyprodukowanemu przez amerykańskiego rapera Lil Teccę; utwór stał się viralem na TikTok w 2020 roku.

## Kariera
Po założeniu konta na SoundCloud, Burt wydał swój debiutancki projekt o nazwie WAR w 2019. Mixtape zyskał duży rozgłos na tej platformie. Później Faygo poznał rapera Lil Teccę i zaczął z nim współpracować. Burt wydał swój drugi mixtape Angelic 7 w 2020 roku, projekt zawierał jego przełomową piosenkę „Knock Knock”. Po pozytywnym przyjęciu przez fanów utwór stał się popularnym viralem na platformie TikTok.
W grudniu 2020 roku wydał swój trzeci mixtape After Me. Zawierał utwory „Off the Map” i „Everyday”.
W lutym 2021 roku Burt podpisał kontrakt z wytwórnią Travisa Scotta Cactus Jack Records, w której znajdują się inni popularni raperzy, tacy jak Sheck Wes i Don Toliver. W czerwcu 2021 Burt pojawił się w internetowym serialu Genius Open Mic, aby zaśpiewać swój singiel „Knock Knock”.
28 lipca 2021 SoFaygo ogłosił na swoich kontach na Instagramie i Twitterze, że jego debiutancki album Pink Heartz jest prawie ukończony.
20 sierpnia 2021 SoFaygo pojawił się na albumie Trippie Redda Trip at Knight w piosence „MP5”. Piosenka stała się debiutem Burta na liście Billboard Hot 100, debiutując na 86. miejscu. 1 września 2021 wydał piosenkę "Let's Lose Our Minds", będącą głównym singlem Pink Heartz i jego pierwszym wydawnictwem pod szyldem Cactus Jack. 8 października SoFaygo pojawił się na albumie „Life of a Don” kolegi z wytwórni Dona Tolivera, w utworze „Smoke”.

## Dyskografia
Albumy studyjne
- Pink Heartz (2022)

Mixtape'y
- WAR (2019)
- Angelic 7 (2020)
- After Me (2020)

Single
- "Knock Knock" (2019)